# Ippolita Fioramonte

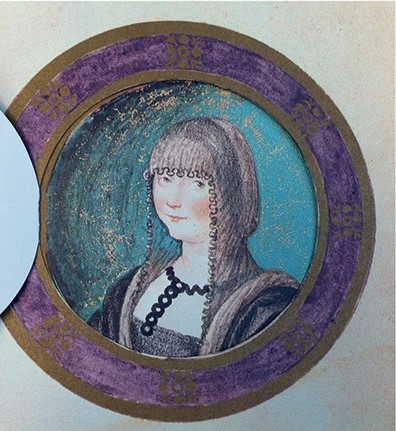
Ippolita Fioramonte, contessa di Scaldasole

Ippolita Fioramonte (... – XVI secolo) dama di compagnia della duchessa di Milano Beatrice d'Este e presunta amante del duca Ludovico il Moro, poi favorita del re di Francia Luigi XII e del governatore di Milano Carlo II d'Amboise. Fu marchesa di Scaldasole.

## Biografia
Figlia di Ettore Fioramonte, capitano d'armati del duca di Milano Ludovico Sforza, fin dalla tenera età fu allevata a corte dalla duchessa Beatrice d'Este, che ne fece una propria dama di compagnia. Ippolita era una giovane bellissima e si suppone che durante l'adolescenza sia stata amante del duca, poiché vantò, dopo la morte della duchessa, una protezione difficilmente spiegabile da parte di Ludovico, che le fece una dote principesca.
Prima del 1499, il duca la diede in sposa al marchese Ludovico Malaspina, suo camerario, figlio di Francesco Malaspina e di Costanza Fogliani. Nel 1507, secondo la testimonianza del cronista Ambrogio da Paullo, Ippolita era la "più sua favorita e formosissima [bellissima]" del re di Francia Luigi XII. Circa negli stessi anni fu amante del governatore francese di Milano, Carlo II d'Amboise.

## Discendenza
Ippolita e Ludovico ebbero tre figli:
- Francesco, condottiero al servizio di Carlo V, sposò Beatrice Adorno
- Ettore
- Ottaviano (?-dopo 1566), signore del feudo di Sannazzaro, sposò Giulia Birago